# Amélia Veiga
Amélia Maria Ramos Veiga Silva, conocida como Amélia Veiga (Silves, 1 de diciembre de 1931) es una poetisa y docente angoleña nacida en Portugal, que además ha colaborado para varias revistas de Angola, Brasil y Portugal.
En 1951 se mudó a Angola, donde enseñó en Sá da Bandeira y comenzó a publicar poesía. Fue galardonada con el Premio Fernando Pessoa por el Concejo Municipal de Sá da Bandeira por Poemas (1963), siendo además recipiente del primer Premio Jogos Klorats. También trabajó en el Centro de Estudios Superiores de Políticas (CIPES) en Matosinhos, Portugal, durante varios años.
Su poema, Angola, que representa el país del hablante como una madre sustituta, ha sido frecuentemente antologizado.

## Obras
- Destinos, 1961
- Poemas, 1963
- Libertação, 1974